# Ernst Wilhelm Christian von Heydebrand und der Lasa
Ernst Wilhelm Christian von Heydebrand und der Lasa (geb. 6. Juni 1745 in Eisenach; gest. 6. Januar 1819 in Nassadel) war ein preußischer Rittmeister und Landrat.

## Leben

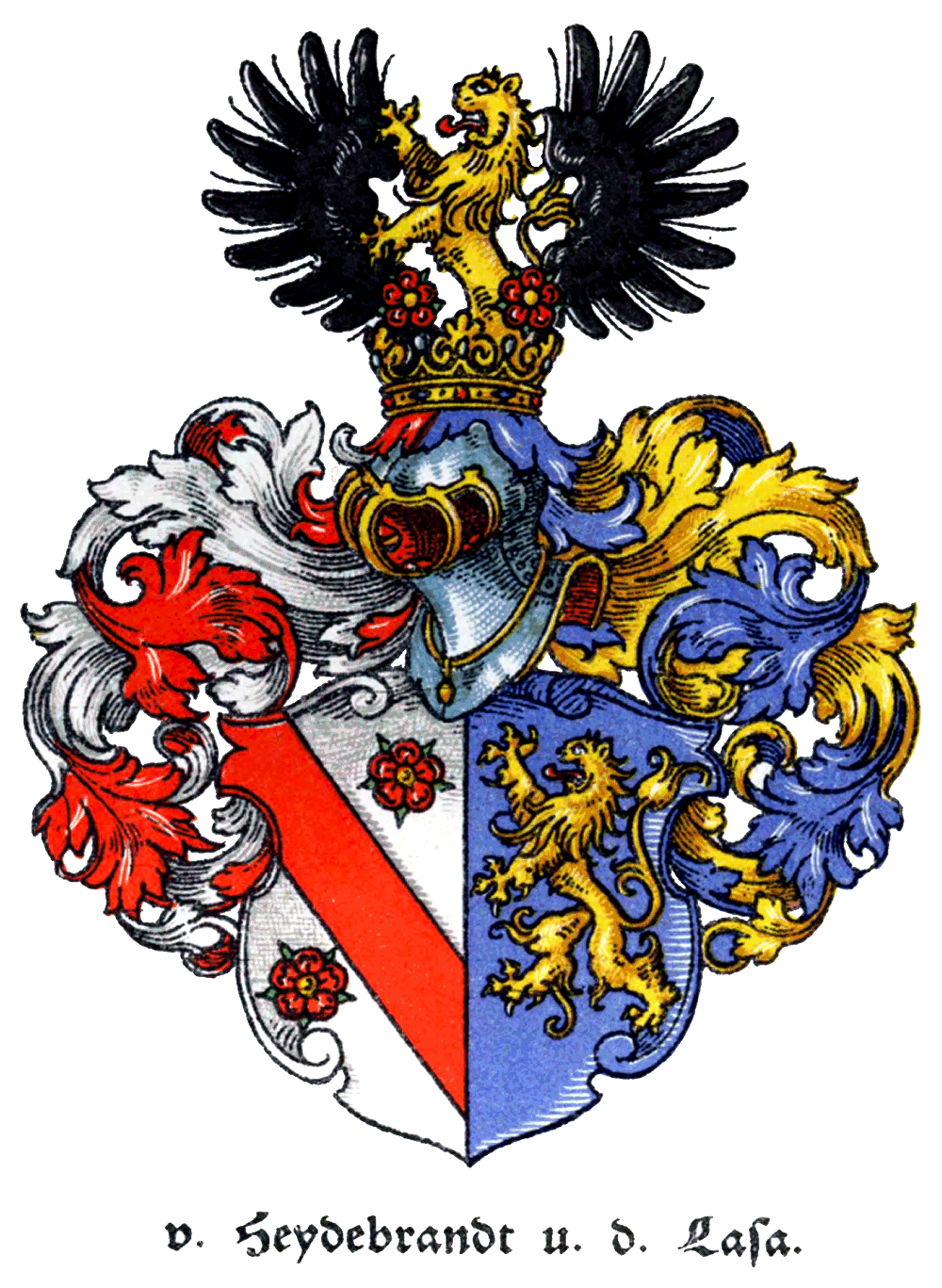
Wappen derer von Heydebrand und der Lasa

Ernst Wilhelm Christian von Heydebrand und der Lasa war Angehöriger des schlesischen Adelsgeschlechts Heydebrand und der Lasa. Er war der Sohn des Caspar Ernst von Heydebrand und der Lasa (1714–1761), Erbherr auf Bischdorf und dessen Ehefrau Louise Sophie (1726–1790), geb. Gärtner von Grüneck. Nach seinem Eintritt in das Preußische Heer stieg er bis zum Rang eines Rittmeisters auf. Nachdem er seine Militärzeit beendet hatte, ließ er sich auf dem Gut Nieder-Wilkau nieder, wo er sich der Landwirtschaft widmete. Im Jahr 1798 wurde er zunächst zum Marschkommissar und im März 1800 schließlich mittels Ordre zum Landrat des Kreises Namslau ernannt. Er trat damit die Nachfolge seines Schwiegervaters Christian Sylvius von Monsterberg an. Das Amt als Landrat übte er bis 1805 aus, Nachfolger wurde Hans Friedrich von Wentzky und Petersheyde.

## Persönliches
Ernst Wilhelm Christian von Heydebrand war Erbherr auf Wilkau, Boguslawitz und Nassadel. Im Juli 1775 heiratete er Eleonore Sylvia Caroline (1755–1819), geb. von Monsterberg und Tochter des Landrats Christian Sylvius von Monsterberg. Ihre gemeinsamen Kinder waren Ferdinand Wilhelm (1782–1858) und Luise Charlotte Wilhelmine (1786–1838).